# Ciało astralne
Ten artykuł opisuje teorie, metody lub czynności niezgodne ze współczesną wiedzą medyczną.
Ciało astralne – w paranaukach, spirytyzmie, okultyzmie, ezoteryce oraz niektórych systemach filozoficznych i religiach pole wyrażania się uczuć i pragnień człowieka, istniejące w planie astralnym. Posiadać je mają także zwierzęta.   
Ciało astralne stanowić ma pomost obustronnych wibracji pomiędzy ciałem mentalnym a ciałem fizycznym. Na rodzaj ciała astralnego bezpośredni wpływ mają afekty np. gniewu, nienawiści, namiętności, miłości i instynktu, a pośredni myśli oraz fizyczne przyzwyczajenia.  
Po śmierci fizycznej człowieka jego ciało astralne pozostaje w planie astralnym, stworzonym przez jego myśli i pragnienia. Odpowiada to mitologicznej wizji Hadesu, jako krainy zmarłych oraz katolickiej koncepcji czyśćca. Czas pozostawania w świecie astralnym uzależniony jest od rodzaju pola wyrażania uczuć i pragnień (szlachetnych bądź niskich) za życia. 